# Geschäftshaus Am Wall 175–177

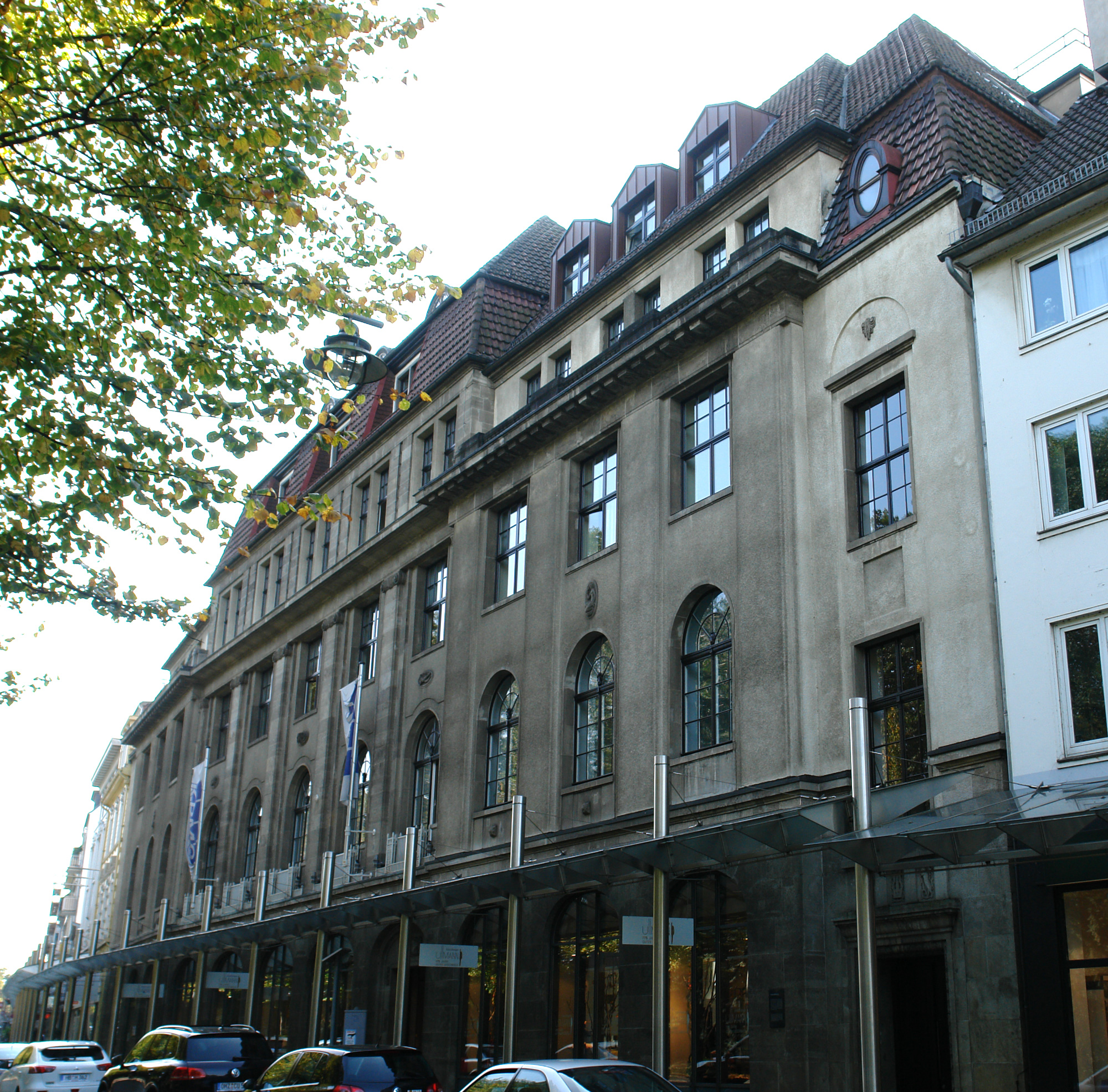
Geschäftshaus Stallmann und Harder

Das Geschäftshaus Am Wall 175–177 ist das ehemalige Textil-Kaufhaus Stallmann und Harder in Bremen-Mitte, Am Wall und Ostertorswallstraße 54–59. Es wurde 1912 gebaut.
Das Gebäude steht seit 1992 unter Bremer Denkmalschutz.

## Geschichte
Am Wall stand hier das Hotel Siedenburg. Danach wurde das Geschäftshaus Stallmann und Harder von 1911 bis 1912 nach Plänen von Heinrich Wilhelm Behrens und Friedrich  Neumark errichtet. Diese Architektensozietät hatte zuvor bereits 1910/11 das Warenhaus Heymann und Neumann geplant. Das viergeschossige, 14-achsige Bauwerk mit einem Mansarddach wurde im Stil der sachlichen Jahrhundertwendebauten mit einer etwas kolossalen und barocken Fassadengliederung an der Hauptfront gebaut.
Das  Sockelgeschoss ist deutlich abgesetzt und mit Werkstein verblendet. Den zweigeschossigen Mittelbau zieren ionische Pilaster. Die „Sachverständigenkommission“ des Senats hatten zu den Wallanlagen hin ursprünglich nur eine dreigeschossige Bebauung vorgesehen. Die Architekten konnten jedoch ein Staffelgeschoss durchsetzen. Beide Seiten sind deshalb als Übergang zu den Nachbarbauten jedoch dreigeschossig. Das Gebäude markierte den rasch fortschreitenden Wandel der Straße Am Wall zur Geschäftsstraße.
Im Erdgeschoss und im oberen der zwei Kellergeschosse befand sich das Konfektionshaus Stallmann und Harder. Im linken Bereich des EG befand sich das Cafe Theater-Restaurant, da direkt gegenüber bis 1944 das zerstörte Stadttheater von 1843 stand. Noch heute sind Reliefs mit bacchantischer Thematik am Eingang Nr. 177 zu sehen. Das 1. OG beherbergte repräsentative Clubräume wie Billard-, Lesesaal und verschiedene Spielzimmer des Theaterrestaurants. Im 2. OG und Teilen des 3. OG befanden sich Kontorräume und im 3. OG eine luxuriös ausgestattete Wohnung.
Von 1937 bis 1989 beherbergte das Gebäude die Ausstellungsflächen der Vereinigten Werkstätten für Kunst und Handwerk, einer Reformbewegung, die 1898 in München gegründet wurde.
Heute (2014) sind verschiedene Dienstleister, ein Werbebüro und im EG das Einrichtungshaus Ullmann untergebracht.